# Chiesa dell'Arciconfraternita del Cappuccio alla Pietrasanta
La chiesa dell'Arciconfraternita del Cappuccio alla Pietrasanta è una delle chiese monumentali di Napoli; è sita nel centro storico della città. Essa è contigua alla Cappella dei Pontano: entrambi i fabbricati sono locati alla destra della facciata di Santa Maria Maggiore alla Pietrasanta.

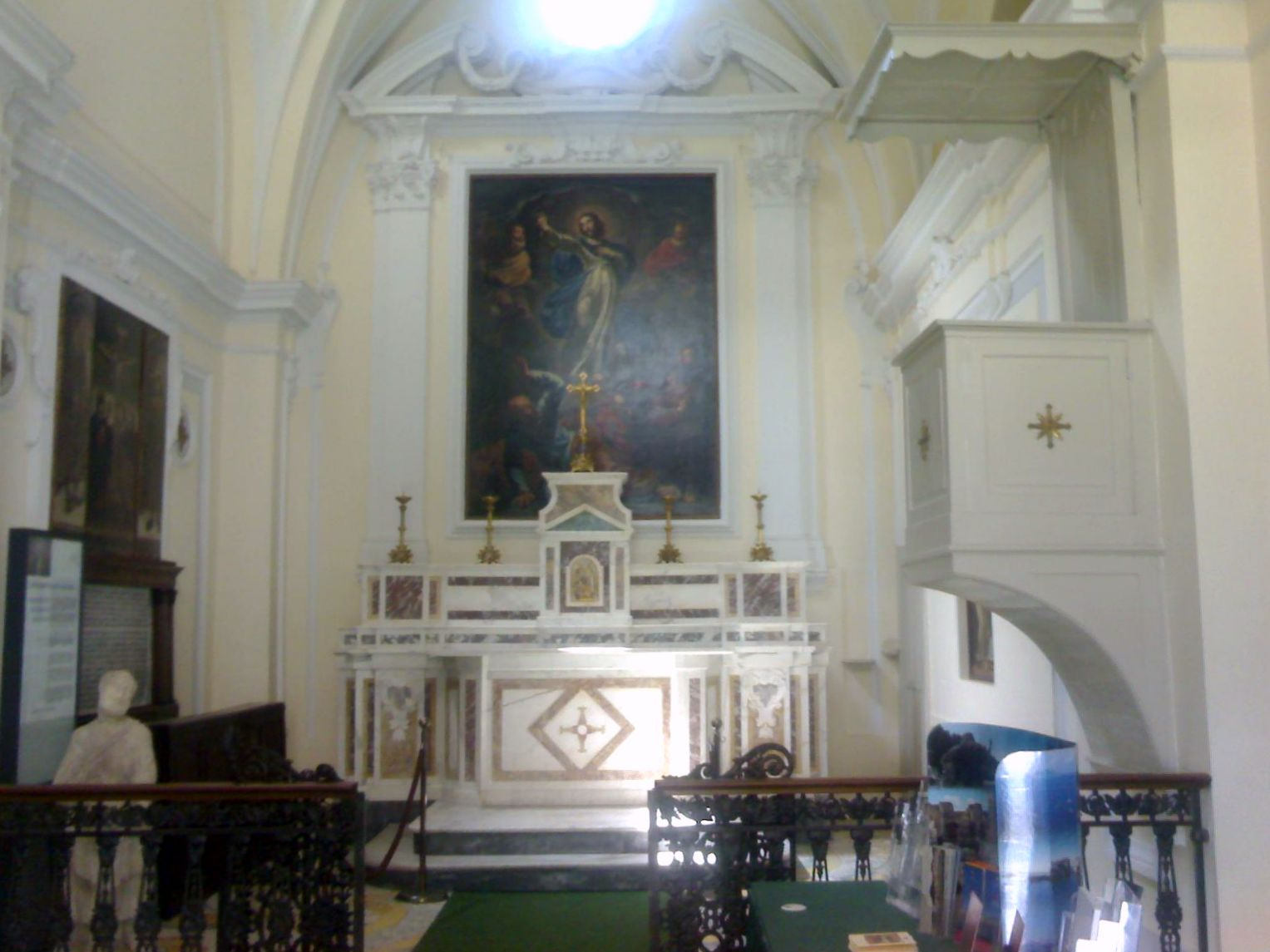
L'altare

La chiesina, detta anche del Salvatore, è addossata alla scalinata in piperno della già citata chiesa basilicale della Pietrasanta. Nasce come chiesa autonoma, ma, in brevi periodi della sua storia, ha costituito un unico edificio di culto con la vicinissima e ben più vecchia Cappella dei Pontano: quest'ultima venne infatti allestita come sagrestia dell'arciconfraternita in oggetto. Nel tardo XIX secolo, entrambe le chiesine tornarono ad essere due corpi di fabbrica distinti.
Il suo interno, di modeste dimensioni, è stato rimaneggianto nella seconda metà del XVIII secolo; in tale occasione fu arricchita del pregevole pavimento in maiolica riccamente decorato e l'altare in marmi policromi. L'esterno è caratterizzato da un portale in piperno e sovrastato da un finestrone a mezzaluna. Alla destra di questo, c'è una pseudo edicola sormontata da una targa che ricorda la ricostruzione della cupola di Santa Maria Maggiore alla Pietrasanta (1820).